# Cimetière militaire américain de Saint-Avold

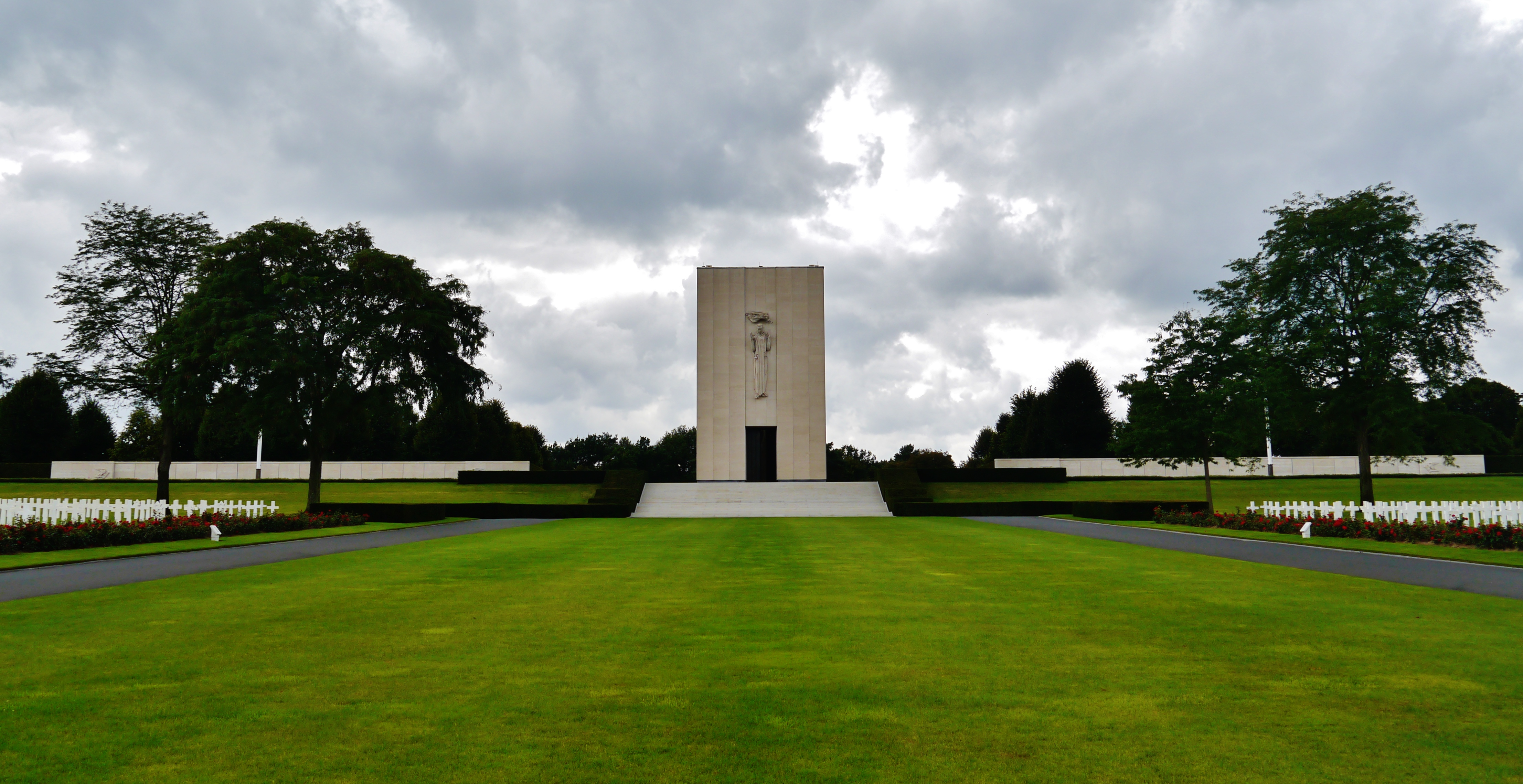
Kapelle des Soldatenfriedhofs

Der Cimetière militaire américain de Saint-Avold, englisch Lorraine American Cemetery and Memorial, ist ein US-amerikanischer Soldatenfriedhof in Saint-Avold im Osten Frankreichs (Lothringen). Mit 10.489 Gräbern ist er der größte US-amerikanische Soldatenfriedhof des Zweiten Weltkrieges in Europa.
Dort sind hauptsächlich US-Soldaten bestattet, die während des Vormarsches bis zum Rhein 1944/45 gefallen sind. Der Friedhof hat eine Fläche von 46 Hektar und ist in neun symmetrische Teile unterteilt. Er wurde 1945 gegründet, 1960 fertiggestellt und wird durch die American Battle Monuments Commission verwaltet.
Das dauerhafte freie Nutzungsrecht des Geländes wurde den Vereinigten Staaten von der französischen Regierung erteilt.
Wie in vielen Soldatenfriedhöfen sind die Gräber in Abhängigkeit von der Religion des Soldaten verschieden: unter anderem gibt es das christliche Kreuz und den Davidstern.
Weiterhin befindet sich ein Aussichtsturm und ein Denkmal innerhalb des Friedhofes. 50 Jahre nach Kriegsende, im Gedenkjahr 1995, zog der Friedhof außerordentlich viele Besucher an: rund 200.000.